# ホスピタリティマネジメント
ホスピタリティマネジメントはホスピタリティをマネジメントしていくもので、日本においては「思いやりの心」や「おもてなしの心」に代表されるサービスがホスピタリティと捉えられている。日本独自の発展を見せており、ホスピタリティを提供する人員をホスピタリターと呼ぶ。また、人材を人財と呼ぶ向きもある。
ホスピタリティに関する概念は、ホテルや旅館、そしてレストランといったサービス業を中心に欧米で発達した考え方である。
建築を中心に発達してきた。
ホスピタリティ溢れるサービス構築について、様々な研究が行われており、サービスマネジメントと対をなしており、それぞれの捉え方が違う。
ホスピタリティに関する概念は、ホテルや旅館、レストランといったサービス業を中心に欧米で発達した考え方である。ホスピタリティマネジメントは、ゲストの要求が明らかな時には標準化や規格化等の経営手法を適用してゲストの期待に応えることで、適正利益を獲得するマネジメントである。また、ゲストの想像を超えたところで、他に類を見ない製品やサービスを創造し提供していくことによって、ゲストと感動を分かち合うマネジメントである。すなわち、関係者による相互歓喜を目的とするマネジメントであるということができる。ホスピタリティマネジメントは、３つの要素から成り立っている。１つは、人間が生きていくうえで欠かせない礼儀、節度、態度、物腰、ルール、約束事などで、ホスピタリティマネジメントの土台として位置付ける。２つは、その土台の上に位置し、基本としてのサービス価値である。サービス価値を安定的に継続的に提供できることがクレームやコンプレインの減少につながる。そして３つは、ホスピタリティ価値を創造し提供することである。ホスピタリティマネジメントの目的とは、組織関係者が互いに成長し繁栄し、共に幸福感を感じ合うことである。
[ 出所：馬場正実(２０１９)「ホスピタリティマネジメント(hospitality management)」亀川雅人編著『最新500項目経営学用語ハンドブック重要用語がすぐわかる！』創成社。]　
➡　吉原敬典(２０１４)『ホスピタリティマネジメント：活私利他の理論と事例研究』白桃書房を引用し適用して再構成したものである。

## 資料
- ホスピタリティ・マネジメント入門 第2版
- 店長必携 人が集まる・心をつかむ・育ち、離れない ホスピタリティマネジメント
- 吉原敬典(１９９８)『開放系のマネジメント革新：相互成長を促進する思考法』同文舘出版
- 吉原敬典(２００５)『ホスピタリティ・リーダーシップ』白桃書房
- 吉原敬典(２０１４)『ホスピタリティマネジメント:活私利他の理論と事例研究』白桃書房
- ブライダル・ホスピタリティ・マネジメント
- 吉原敬典(２０１６)『医療経営におけるホスピタリティ価値：経営学の視点で医師と患者の関係を問い直す』白桃書房
- 吉原敬典(２０２０)『ホスピタリティマネジメントが介護を変える：サービス偏重から双方向の関わり合いへ』ミネルヴァ書房
- 吉原敬典(２０２３)「未来創造へ向けてホスピタリティ経営を推進する：従来からのサービスマネジメントだけでは適応できない！」目白大学経営学部・大学院経営学研究科編『経営学の未来を考える：不確実性の高い時代を乗り切るために』ミネルヴァ書房， ISBN 978-4-623-09546-9